# Pluton (mitologija)
Pluton je u grčkoj i rimskoj mitologiji bog podzemlja. U mnogo čemu odgovara bogu Hadu. Rimljani su ga preuzeli od Grka te ga poistovjetili s rimskim bogom Disom (Dis Paterom).

## Otmica Prozerpine
Nakon što je Jupiter oteo njihovom zajedničkom ocu Saturnu vladavinu svijetom, podijelio ju je sa svojom starijom braćom, Neptunom i Plutonom. Kad niti jedna božica nije htjela kao supruga podijeliti podzemlje s Plutonom, on otima Prozerpinu. Oteo ju je na Siciliji, došavši iz vulkana Etna. Kad je oteo Prozerpinu, odveo ju je u podzemlje (Had). Tamo je pojela zrnje šipka. Merkur je došao potražiti Prozerpinu te se dogovorio s Plutonom da će neko vrijeme Prozerpina biti kod njega, a drugo doba godine kod svoje majke, Cerere, božice žita. 

## Plutos
S njim se kasnije poistovjećuje bog Plutos (grčki "bogatstvo", "obilje"). Prema grčkoj mitologiji Plutos je bio bog bogatstava koja dolaze iz zemlje, žitarica, rudnog blaga i svog korisnog bilja, sin Demetre i Iazoa. Druga imena pod kojim se pojavljuje su Pluto, Dis Pater i Eubulej.